# リベイラ・デ・ピキン

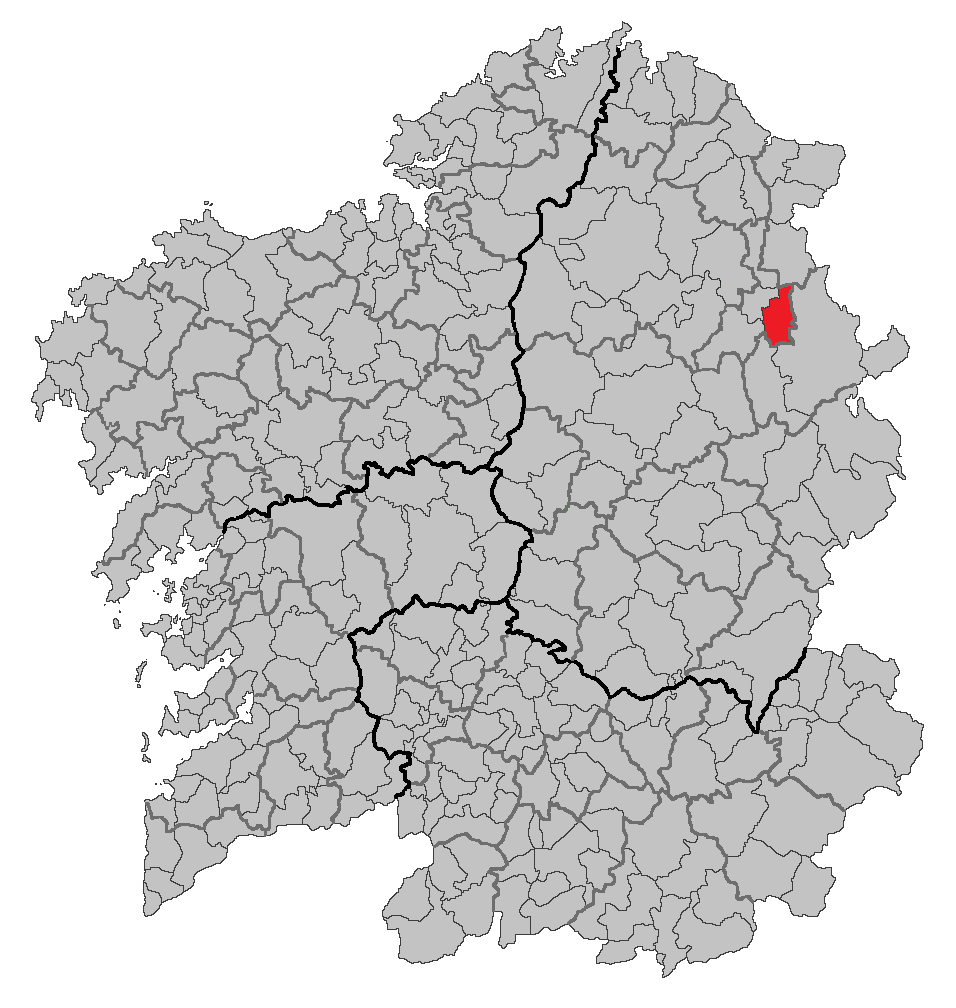

リベイラ・デ・ピキン（Ribeira de Piquín）は、スペイン、ガリシア州、ルーゴ県の自治体、コマルカ・デ・メイラに属する。ガリシア統計局によれば、2011年の人口は654人（2010年：664人、2009年：687人、2007年：742人、2006年:771人、2005年:785人、2004年、810人、2003年:827人）。住民呼称は、ribeirego/-a。カスティーリャ語による表記はRibera de Piquín（リベーラ・デ・ピキン）。
ガリシア語話者の自治体住民に占める割合は99.88％（2001年）。

## 地理
リベイラ・デ・ピキンは、ルーゴ県の北東部に位置、県都ルーゴの北東およそ50kmに位置する。コマルカ・デ・メイラに属する。北から南にかけてア・フォンサグラーダと、南西部はバレイラと、西はポルとメイラの各自治体と接している。自治体中心地区はサン・シュルショ・デ・ピキン教区のオ・チャオ・デ・ポウサドイロ地区。
リベイラ・デ・ピキンはア・フォンサグラーダ司法管轄区に属す。

### 人口
住民は5の教区の38の地区（集落）に居住する。
| リベイラ・デ・ピキンの人口推移 1940－2010               |
|                                                         |
| 出典:INE（スペイン国立統計局）1900年 - 1991年、1996年 - |

## 歴史
リベイラ・デ・ピキンは1833年まではアストゥリアス地方に属していた。自治体としては、1935年にメイラから分離して、設立された。

## 政治
自治体首長はガリシア国民党（PPdeG）のサビーノ・ディアス・フェルナンデス（Sabino Díaz Fernández）、自治体評議員はガリシア国民党：4、ガリシア社会党（PSdeG-PSOE）：3となっている（2011年5月22日の自治体選挙結果、得票順）。
| 1999年6月13日自治体選挙 |        |        |          |
| 政党                    | 得票数 | 得票率 | 獲得議席 |
| PPdeG                   | 376    | 53.56% | 4        |
| PSdeG-PSOE              | 249    | 35.47% | 3        |
| BNG                     | 75     | 10.68% | 0        |

| 2003年5月25日自治体選挙 |        |        |          |
| 政党                    | 得票数 | 得票率 | 獲得議席 |
| PPdeG                   | 433    | 66.72% | 6        |
| PSdeG-PSOE              | 142    | 21.88% | 1        |
| BNG                     | 67     | 10.32% | 0        |

| 2007年5月27日自治体選挙 |        |        |          |
| 政党                    | 得票数 | 得票率 | 獲得議席 |
| PPdeG                   | 334    | 53.70% | 4        |
| PSdeG-PSOE              | 220    | 35.37% | 3        |
| BNG                     | 65     | 10.45% | 0        |

| 2011年5月22日自治体選挙 |        |        |          |
| 政党                    | 得票数 | 得票率 | 獲得議席 |
| PPdeG                   | 310    | 55.96% | 4        |
| PSdeG-PSOE              | 224    | 40.43% | 3        |
| BNG                     | 16     | 2.89%  | 0        |

## 教区
リベイラ・デ・ピキンは5つの教区に分けられている。太字は自治体中心地区のある教区。
- ナバージョス（サン・ペドロ）
- サン・シュルショ・デ・ピキン（サン・シュルショ）
- サンタージャ（サンタージャ）
- サンティアゴ・デ・アセーボ（サンティアーゴ）
- オス・バオス（サン・ショアン）